# ジャン・ド・トゥルヌ2世
ジャン・ド・トゥルヌ2世（Jean de Tournes, 1539年 - 1615年）は、フランス・スイスの印刷・出版業者。著名な出版業者ジャン・ド・トゥルヌの息子で、父の死後事業を継いだ（1564年）。それから1585年まではフランス国王の御用業者 (Imprimeur du Roi) としてリヨンで活動していたが、父と同じく宗教的にはプロテスタント寄りだったために、1567年には2ヶ月間投獄されたこともあった。
結局1585年にジュネーヴに移住し、その地で1615年に歿するまで出版事業を営んだ。彼の子孫（ジャン3世、サミュエル、ジャン＝アントワーヌたち）はその後もジュネーヴを拠点として出版事業を行った。